# MIRAGE (AAAの曲)
「MIRAGE」（ミラージュ）は、日本の音楽グループAAAの17枚目のシングル。2008年1月9日にavex traxから発売された。
ライブDVD 『2nd Anniversary Live -5th ATTACK 070922- 日本武道館』 と同時発売。

## 概要
- 前作「Red Soul」から約4か月ぶりの発売となる。
- 「2nd Anniversary Live -5th ATTACK 070922- at 日本武道館」と同時発売。
- 「CD+DVD ver.」・「CD ONLY ver.」・「CD ONLY (EXTRA) ver.」の3形態で発売。初の試みとして「CD ONLY (EXTRA) ver.」にはメンバー出演のバラエティムービー「AAA極秘クラブ」を収録している[2]。
- AAAのシングルとしては初のカップリング曲が収録された。カップリング曲の「Love Candle」は、末吉秀太と浦田直也のデュエット曲。コーラスとして宇野実彩子が参加している。

## 主な記録
2008年1月21日付のオリコン週間チャートにて1位にランクインし、AAA初となる首位を獲得した。初動売り上げは25,333枚を記録。なお、この枚数は首位獲得枚数では当時史上最少であり、植村花菜のシングル「トイレの神様」による週間売上枚数11,327枚（オリコンチャート2011年1月10日付）まで2年11か月間保持していた（ただし、「トイレの神様」は発売6週目での首位獲得）。また、初登場での首位獲得作品としても当時史上最少枚数であり、岩佐美咲のシングル「鞆の浦慕情」による週間売上枚数11,928枚（オリコンチャート2014年1月20日付）まで6年間保持していた。

## 収録内容

### CD+DVD Ver.
1. MIRAGE [3:14]
（作詞：FLAT5th、Rico / 作曲：四月朔日義昭 / 編曲：鈴木Daichi秀行）
2. Love Candle [4:09]
（作詞：jam / 作曲：日比野裕史 / 編曲：水島康貴）
3. MIRAGE (Instrumental) [3:14]
4. Love Candle (Instrumental) [4:03]

DVD
1. MIRAGE (Music Clip)

### CD ONLY Ver.
1. MIRAGE [3:14]
2. Love Candle [4:08]
3. SUNSHINE (Live in BUDOKAN 2007.9.22) [4:41]
（作詞：Delicatessen / 作曲：hyoutan / 編曲：hyoutan、上杉洋史）
4. MIRAGE (Instrumental) [3:14]
5. Love Candle (Instrumental) [4:03]

### CD ONLY（EXTRA仕様）Ver.
1. MIRAGE [3:14]
2. Love Candle [4:09]
3. MIRAGE (Instrumental) [3:14]
4. Love Candle (Instrumental) [4:05]

CD-EXTRA収録内容
- バラエティームービー「AAA極秘クラブ」